# Isotomurus lateclavus
Isotomurus lateclavus is een springstaartensoort uit de familie van de Isotomidae. De wetenschappelijke naam van de soort is voor het eerst geldig gepubliceerd in 1937 door Kos.